# Laksadíva
Laksadíva (angolul Lakshadweep, malajálamul ലക്ഷദ്വീപ് , IPA: [lɐkʂɐd̪βʷiːbɨ̆]) India egyik szövetségi területe. 

## Neve
Neve a szanszkrit „laksa” szóból származik, ami százezret, a „dvíp” pedig szigeteket jelent.

## Földrajz

Laksadíva térképe

A Maldív-szigetektől északra lévő 36 szigetből álló szigetcsoport az indiai szárazföldön lévő Malabár-parttól 220-440 km-re nyugatra terül el. A szigetektől nyugatra az Arab-tenger, keletre, a szárazföld felé az Lakkadív-tenger található.
A szigetek közül 12 atoll, 3 zátony, 5 pedig elmerült pad. Három részre oszlik: az északi Amindív-szigetekre, a keleti Lakkadív-szigetekre, valamint a legdélebbi Minicoy szigetre (Maliku-atoll).

## Lakosság
A 36 sziget közül csak 10 lakott. A népesség 64.473 fő volt 2011-ben. 2017-ben a lakosság 92 százaléka tudott írni-olvasni. A szövetségi terület hivatalos nyelve a malajálam. 
A lakosság 95,5%-a muzulmán vallású. A hinduk aránya 3,7%, míg a keresztényeké 1% körüli.

## Közlekedés
1959-ig egy kis hajóforgalom bonyolódott a kontinens és a szigetcsoport között. Azonban a monszun ideje alatt a hajók nem voltak biztonságosak, így ebben az évben nem közlekedtek a hajók. 1970-ben nagyobb és biztonságosabb hajókat helyeztek forgalomba, így már a monszun sem zavarta meg a közlekedést.
Az utak hossza a szigeteken 250 km.